# Clathrina paracerebrum
Clathrina paracerebrum är en svampdjursart som beskrevs av Austin 1996. Clathrina paracerebrum ingår i släktet Clathrina och familjen Clathrinidae. Inga underarter finns listade i Catalogue of Life.